# Ironman-Triathlon-Weltserie 2009

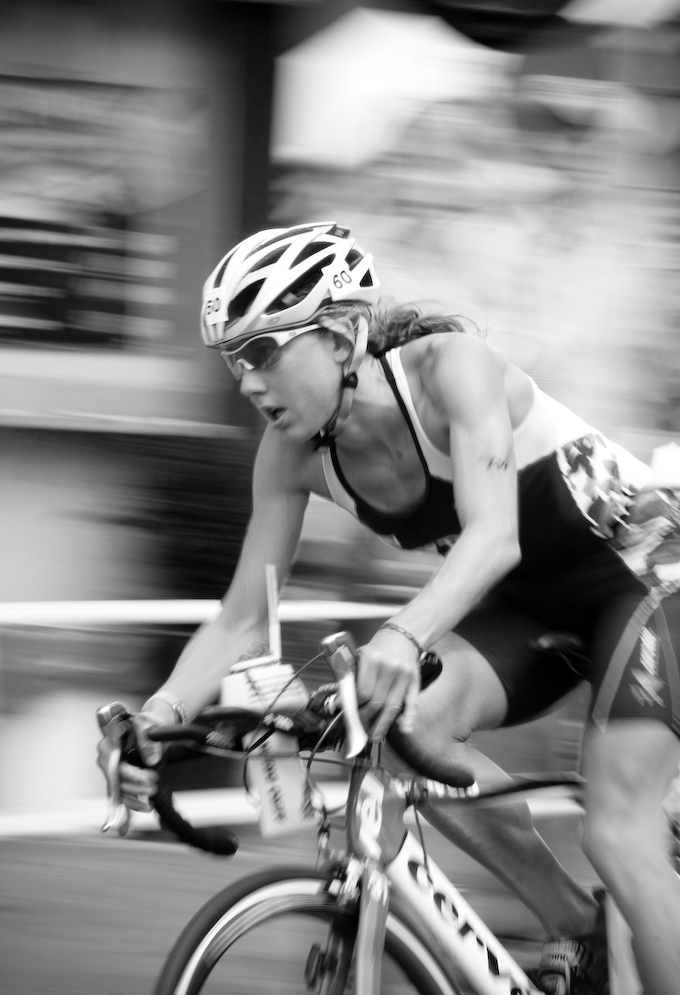
Chrissie Wellington – Ironman-Hawaii-Siegerin (2007–2009, 2011)

Die Ironman-Triathlon-Weltserie 2009 war eine Rennserie von Triathlon-Bewerben über die Ironman-Distanz, sie wird jährlich von der World Triathlon Corporation (WTC) veranstaltet.

## Organisation
Ein Ironman-Rennen geht über die Triathlon-Langdistanz: 3,86 km Schwimmen, 180,2 km Radfahren und 42,195 km Laufen.
Bei den 23 einzelnen Rennen der Saison sowie den Rennen über die halbe Ironman-Distanz (Ironman 70.3) konnten sich die Triathleten für einen Startplatz beim Ironman Hawaii – die inoffizielle Weltmeisterschaft – am 10. Oktober 2009 qualifizieren.

## Rennen
| Datum         | Veranstaltung             | Ort                         | Bemerkungen                                                                    |
| ------------- | ------------------------- | --------------------------- | ------------------------------------------------------------------------------ |
| 7. Sep. 2008  | Ironman Wisconsin         | Madison                     |                                                                                |
| 1. Nov. 2008  | Ironman Florida           | Panama City, Florida        | Streckenrekord bei den Herren durch Tom Evans in 8:07:59                       |
| 23. Nov. 2008 | Ironman Arizona           | Tempe, Arizona              |                                                                                |
| 7. Dez. 2008  | Ironman Western Australia | Busselton                   | Gina Ferguson stellte bei den Damen in 8:59:24 einen neuen Streckenrekord auf. |
| 28. Feb. 2009 | Ironman Malaysia          | Langkawi                    |                                                                                |
| 7. März 2009  | Ironman New Zealand       | Taupō                       |                                                                                |
| 5. Apr. 2009  | Ironman Australia         | Port Macquarie              |                                                                                |
| 5. Apr. 2009  | Ironman South Africa      | Port Elizabeth              |                                                                                |
| 19. Apr. 2009 | Ironman China             | Haikou, Hainan              |                                                                                |
| 23. Mai 2009  | Ironman Lanzarote         | Puerto del Carmen           |                                                                                |
| 31. Mai 2009  | Ironman Brasil            | Florianópolis               |                                                                                |
| 21. Juni 2009 | Ironman Japan             | Gotō                        |                                                                                |
| 21. Juni 2009 | Ironman Coeur d’Alene     | Coeur d’Alene, Idaho        |                                                                                |
| 28. Juni 2009 | Ironman France            | Nice                        | Streckenrekord bei den Frauen durch Tine Deckers in 9:30:29                    |
| 5. Juli 2009  | Ironman Germany           | Frankfurt am Main           |                                                                                |
| 5. Juli 2009  | Ironman Austria           | Klagenfurt                  |                                                                                |
| 12. Juli 2009 | Ironman Switzerland       | Zürich                      |                                                                                |
| 26. Juli 2009 | Ironman USA               | Lake Placid, New York       |                                                                                |
| 2. Aug. 2009  | Ironman UK                | Bolton                      |                                                                                |
| 30. Aug. 2009 | Ironman Canada            | Penticton, British Columbia |                                                                                |
| 30. Aug. 2009 | Ironman Louisville        | Louisville, Kentucky        |                                                                                |
| 10. Okt. 2009 | Ironman Hawaii            | Kailua-Kona, Hawaii         | Weltmeisterschaft auf der Ironman-Distanz                                      |

## Ergebnisse

### Männer
| Rennen            | Sieger              | Zeit    | Zweiter            | Zeit    | Dritter              | Zeit    |
| ----------------- | ------------------- | ------- | ------------------ | ------- | -------------------- | ------- |
| Madison           | Raynard Tissink     | 8:43:29 | Serge Meyer        | 8:55:00 | Jason Shortis        | 8:59:14 |
| Florida           | Tom Evans           | 8:07:59 | Torbjørn Sindballe | 8:17:51 | Petr Vabrousek       | 8:23:00 |
| Arizona           | Andreas Raelert     | 8:14:16 | Chris Lieto        | 8:19:25 | Jordan Rapp          | 8:19:45 |
| Western Australia | Tim Berkel          | 8:07:06 | Jason Shortis      | 8:10:57 | Luke Jarrod McKenzie | 8:12:45 |
| Malaysia          | Luke McKenzie       | 8:27:48 | Bryan Rhodes       | 8:32:52 | Brian Fuller         | 8:38:06 |
| New Zealand       | Cameron Brown       | 8:18:04 | Terenzo Bozzone    | 8:25:36 | Dirk Bockel          | 8:27:11 |
| Australia         | Patrick Vernay      | 8:24:53 | Pete Jacobs        | 8:29:03 | Tim Berkel           | 8:31:43 |
| South Africa      | Marino Vanhoenacker | 8:17:33 | Michael Göhner     | 8:32:02 | Petr Vabrousek       | 8:36:08 |
| China             | Rasmus Henning      | 8:53:20 | Patrick Wallimann  | 9:22:46 | Mike Schifferle      | 9:28:49 |
| Lanzarote         | Bert Jammaer        | 8:54:03 | Stephan Vuckovic   | 8:57:17 | Olaf Sabatschus      | 8:59:03 |
| Brazil            | Eduardo Sturla      | 8:13:39 | Reinaldo Colucci   | 8:28:08 | Petr Vabrousek       | 8:37:18 |
| Japan             | Luke McKenzie       | 8:28:31 | Courtney Ogden     | 8:42:54 | Petr Vabrousek       | 8:45:59 |
| Coeur d’Alene     | Francisco Pontano   | 8:32:12 | TJ Tollakson       | 8:42:03 | Maximilian Longrée   | 8:50:19 |
| France            | Marcel Zamora Pérez | 8:30:06 | Hervé Faure        | 8:40:55 | Simon Billeau        | 8:46:30 |
| Germany           | Timo Bracht         | 7:59:15 | Eneko Llanos       | 8:00:05 | Chris McCormack      | 8:02:49 |
| Austria           | Marino Vanhoenacker | 8:01:38 | James Cunnama      | 8:14:18 | Stephen Bayliss      | 8:17:06 |
| Switzerland       | Ronnie Schildknecht | 8:20:00 | Stefan Riesen      | 8:31:10 | Torsten Abel         | 8:36:38 |
| Lake Placid       | Maik Twelsiek       | 8:36:37 | Christian Brader   | 8:56:35 | Jason Shortis        | 8:58:09 |
| UK                | Philip Graves       | 8:45:51 | Stephen Bayliss    | 8:48:29 | Jarmo Hast           | 8:57:58 |
| Canada            | Jordan Rapp         | 8:25:13 | Mike Aigroz        | 8:40:17 | Courtney Ogden       | 8:44:37 |
| Louisville        | Viktor Zyemtsev     | 8:25:27 | Luke McKenzie      | 8:26:01 | Raynard Tissink      | 8:39:09 |
| Hawaii            | Craig Alexander     | 8:20:21 | Chris Lieto        | 8:22:56 | Andreas Raelert      | 8:24:32 |

### Frauen
| Rennen            | Sieger              | Zeit    | Zweiter              | Zeit     | Dritter              | Zeit     |
| ----------------- | ------------------- | ------- | -------------------- | -------- | -------------------- | -------- |
| Wisconsin         | Hillary Biscay      | 9:47:25 | Karin Gerber         | 9:49:46  | Jessica Jacobs       | 9:50:45  |
| Florida           | Bella Comerford     | 9:07:49 | Tamara Kozulina      | 9:14:15  | Jessica Jacobs       | 9:17:51  |
| Arizona           | Heleen bij de Vaate | 9:21:06 | Leanda Cave          | 9:25:07  | Edith Niederfriniger | 9:28:09  |
| Western Australia | Gina Ferguson       | 8:59:24 | Charlotte Paul       | 9:06:34  | Kat Baker            | 9:37:24  |
| Malaysia          | Belinda Granger     | 9:21:10 | Nicole Leder         | 9:36:40  | Maki Nishiuchi       | 9:57:13  |
| New Zealand       | Gina Ferguson       | 9:18:25 | Joanna Lawn          | 9:23:07  | Charlotte Paul       | 9:30:24  |
| Australia         | Chrissie Wellington | 8:57:10 | Rebekah Keat         | 9:21:33  | Caroline Steffen     | 9:38:44  |
| South Africa      | Lucie Zelenková     | 9:16:32 | Sonja Tajsich        | 9:27:59  | Rachel Joyce         | 9:37:00  |
| China             | Charlotte Paul      | 9:48:14 | Edith Niederfriniger | 10:01:39 | Teresa Mazel         | 10:13:43 |
| Lanzarote         | Bella Bayliss       | 9:54:58 | Rachel Joyce         | 10:15:05 | Michaela Giger       | 10:15:41 |
| Brazil            | Dede Griesbauer     | 9:10:15 | Charlotte Kolters    | 9:18:49  | Heather Gollnick     | 9:31:42  |
| Japan             | Nicole Klingler     | 9:52:52 | Nicole Ward          | 9:56:00  | Megumi Shigaki       | 10:01:07 |
| Coeur d’Alene     | Tyler Stewart       | 9:23:21 | Kate Major           | 9:32:10  | Heather Wurtele      | 9:34:24  |
| France            | Tine Deckers        | 9:30:29 | Christel Robin       | 9:34:19  | Martina Dogana       | 9:37:35  |
| Germany           | Sandra Wallenhorst  | 8:58:08 | Yvonne van Vlerken   | 9:02:17  | Nicole Leder         | 9:05:15  |
| Austria           | Bella Bayliss       | 8:50:13 | Sonja Tajsich        | 8:59:45  | Lucie Zelenková      | 9:07:24  |
| Switzerland       | Sibylle Matter      | 9:14:35 | Monika Lehmann       | 9:25:05  | Lisbeth Kristensen   | 9:25:37  |
| Lake Placid       | Tereza Macel        | 9:29:36 | Caitlin Snow         | 9:41:21  | Samantha McGlone     | 9:44:24  |
| UK                | Bella Bayliss       | 9:33:59 | Abigail Bayley       | 9:46:15  | Irene Kinnegim       | 10:06:40 |
| Canada            | Tereza Macel        | 9:11:20 | Belinda Granger      | 9:40:48  | Janelle Morrison     | 9:48:54  |
| Louisville        | Nina Kraft          | 9:20:21 | Lisbeth Kristensen   | 9:23:57  | Kim Loeffler         | 9:38:23  |
| Hawaii            | Chrissie Wellington | 8:54:02 | Mirinda Carfrae      | 9:13:59  | Virginia Berasategui | 9:15:28  |

## Podiumsplatzierungen
| Platz | Land                   | Erster | Zweiter | Dritter | Gesamt |
| ----- | ---------------------- | ------ | ------- | ------- | ------ |
| 1     | Vereinigtes Königreich | 7      | 3       | 2       | 12     |
| 2     | Australien             | 6      | 10      | 9       | 25     |
| 3     | Deutschland            | 5      | 6       | 5       | 16     |
| 4     | Vereinigte Staaten     | 4      | 5       | 6       | 15     |
| 5     | Belgien                | 4      |         |         | 4      |
| 6     | Neuseeland             | 3      | 3       |         | 6      |
| 7     | Tschechien             | 3      |         | 6       | 9      |
| 8     | Schweiz                | 2      | 6       | 3       | 11     |
| 9     | Spanien                | 2      | 1       | 1       | 4      |
| 10    | Dänemark               | 1      | 3       | 1       | 5      |
| 11    | Frankreich             | 1      | 2       | 1       | 4      |
| 12    | Südafrika              | 1      | 2       |         | 3      |
| 13    | Niederlande            | 1      | 1       | 1       | 3      |
| 14    | Ukraine                | 1      | 1       |         | 2      |
| 15    | Kanada                 | 1      |         | 2       | 3      |
| 16    | Argentinien            | 1      |         |         | 1      |
| 16    | Liechtenstein          | 1      |         |         | 1      |
| 18    | Italien                |        | 1       | 2       | 3      |
| 19    | Brasilien              |        | 1       |         | 1      |
| 20    | Japan                  |        |         | 2       | 2      |
| 21    | Finnland               |        |         | 1       | 1      |
| 21    | Luxemburg              |        |         | 1       | 1      |